# Олаф Ріхард Вульфф
Олаф Ріхард Вульф (нім. Olaf Richard Wulff; 8 лютого 1877, Будапешт — 12 червня 1955, Сан-Хосе) — австро-угорський і угорський офіцер, фрегаттен-капітан австро-угорського флоту, віце-адмірал угорського флоту. Кавалер лицарського хреста Військового ордена Марії Терезії.

## Біографія
Син норвезького інженера-гідробудівника Еміля Вульффа (1839—1915) і німкені Доротеї Герінг (1845—1920). Закінчив гімназію в Буді.
Після успішного завершення курсу Морської академії в Фіуме 1 липня 1895 року прийнятий на службу в австро-угорський ВМФ. У 1895-1897 роках брав участь в навколосвітньому плаванні на борту корвета SMS Saida. Після присвоєння офіцерського чину служив на різних посадах на крейсерах SMS Panther і SMS Szigetvár. В 1901-1902 роках був молодшим офіцером морського загону Дунайської військової флотилії.
Олаф Ріхард Вульфф постійно підвищував свій професійний рівень. У 1902 році закінчив морські мінний і телеграфний спецкурси, потім прослухав сухопутні кавалерійської-телеграфний і річковий мінний курси. У 1908-1909 роках служив на кораблях Дунайської військової флотилії. У 1911-1912 роках Вульфф командував спеціальним морським загоном з охорони австро-угорського посольства в Пекіні. У 1913 році закінчив вищі артилерійські курси в Полі, потім знову служив на кораблях Дунайської військової флотилії.
Початок Першої світової війни Олаф Вульфф зустрів у Дунайської флотилії як командир групи моніторів. 29 липня 1914 року о 2:20 річкові кораблі під його командуванням відкрили вогонь по Белграді. Вульффу довелося брати участь практично у всіх операціях напруженої бойової діяльності Дунайської флотилії в роки Першої світової війни. У 1914 році найбільш значною операцією став прорив флотилії з Дунаю в Саву, який зірвав переправу сербських військ. 19 вересня 1914 року призначений тимчасовим командувачем флотилією замість звільненого з цієї посади Фрідріха Грунда. До цього часу флотилія налічувала шість моніторів і кілька сторожових кораблів. 1 жовтня 1914 року до постійного командування флотилією приступив Карл Люціх, а Вульфф був призначений командиром монітора SMS Temes. З 12 листопада 1914 року по 22 лютого 1915 року командував монітором SMS Bodrog, з 23 лютого по 28 червня 1915 року — SMS Enns, на якому взяв участь в підтримці флотилією переправи через Дунай для заняття Белграда війська 8-го австро-угорського корпусу. З 29 червня 1915 по 1917 рік командував монітором SMS Bosna. 15 червня 1916 року призначений командиром дивізіону моніторів.
Зі вступом у війну Болгарії, а після неї і Румунії, центр ваги діяльності Дунайської флотилії переноситься на середину і низ течії Дунаю, причому у австро-угорської флотилії з'являється новий серйозний противник, у вигляді румунської Дунайської флотилії. Однак пасивність останньої, яка фактично самоусунулась від участі в боротьбі за володіння рікою, не внесла нових ускладнень в обстановку для діяльності австро-угорської флотилії. Головними противниками її і на цей період залишилися берегова і польова артилерія і міни. У цей період австро-угорська флотилія забезпечила вирішальний успіх по зриву переправи через Нижній Дунай біля Ряхово румунських військ і знищення тих з них, які вже переправилися на болгарський берег.
У 1917-1918 роках проявив себе в ролі дипломата, беручи участь морським експертом на мирних переговорах з Румунією в Бухаресті і Радянською Росією в Брест-Литовську.
З 28 березня до середини вересня 1918 року командував загоном австро-угорських річкових кораблів на Чорному морі, відомим під назвою «підрозділ флотилії Вульфф», які діяли в чорноморських портах і на річках України. Після повернення на Дунай, кораблі флотилії успішно прикривали загальний відступ армії центральних держав. 1 листопада 1918 року призначений командувачем Дунайської флотилії. Під його керівництвом кораблі 6 листопада зосередилися в Будапешті. У той же день Вульф наказав востаннє спустити на кораблях прапор ВМФ Австро-Угорщини, який був замінений прапором Угорського королівства.
Під час розпаду Австро-Угорщини Вульфф, який не був угорцем за національністю, зробив вибір на користь своєї батьківщини Угорщини і продовжив службу в складі її збройних сил під керівництвом віце-адмірала Міклоша Горті. Кораблі Вульффа вели бойові дії проти збройних сил угорської Червоної армії, брали участь у вирішенні конфліктів між новими дунайськими державами. Знову йому довелося займатися дипломатичною роботою — на засіданнях міжнародної Дунайської комісії представляти інтереси Угорщини.
Рішенням Горті 20 березня 1920 року була створена Угорська Королівська військова флотилія (назви її мінялися неодноразово), інспектором (командувачем) якої був призначений Олаф Вульфф. Не зважаючи на фінансові обмеження, Вульфф зміг створити не велику, але боєздатну і збалансовану Дунайську військову флотилію Угорщини.
Досягнувши 55-річного віку, 1 жовтня 1932 року заслужений віце-адмірал Олаф Вульф вийшов на пенсію. Продовжував активно працювати на посаді голови Ради по судноплавним і портовим справах Угорщини.
В кінці  Другої світової війни Вульфф зрозумів, що прихід Червоної Армії не обіцяє нічого хорошого, і покинув Угорщину. Зрештою Вульфф осів у Коста-Риці, де прожив решту життя.
У наші дні в Угорщині обговорюється питання про перепоховання на батьківщині праху Вульффа.

## Літературна діяльність
В 1918 році у Відні була видана перша книга Вульффа «Австро-угорська Дунайська флотилія в роки війни 1914-1917 рр.».
У 1934 році вийшла друком головна книга Олафа Вульффа «Австро-угорська Дунайська флотилія в Світову війну 1914-1918 років». В книзі найбільш повно і детально висвітлена, крім оперативної, і тактична сторона діяльності Дунайської флотилії. Автору вдалося відбити у своїй праці живі спогади про бойову діяльність флотилії, які представляють чималий практичний інтерес, і дати виклад і оцінку дій всієї флотилії в цілому, до того ж в безпосередньому зв'язку з обстановкою на прилеглих до Дунаю сухопутних театрах і з військово-економічним становищем центральних держав. Праця Олафа Вульффа наочно і переконливо показує важливість тісної взаємодії між річковими флотиліями і сухопутними військами і найбільше місце, яке займають в бойовій діяльності флотилій дії проти сухопутних військ противника. Дана робота нагадує також і про те, що в процесі бойової підготовки флотилій іноді проявляється недооцінка цих сторін діяльності. Таким чином, книга містить в собі чимало повчального і цінного як для командного складу флоту і, особливо, річкових флотилій, так і для командирів сухопутних військ. Окрім цього, спогади Вульффа про події березня-вересня 1918 року на узбережжі Чорного моря і на річках України залишаються важливим джерелом інформації про історію громадянської війни в Росії на території України.

## Нагороди
Вульфф отримав 24 нагороди різних країн — Австро-Угорщини, Угорщини, Османської імперії, Німеччини, Китаю і Болгарії — серед яких:
- Ювілейна пам'ятна медаль 1898
- Ювілейний хрест
- Бронзова медаль «За військові заслуги» (Австро-Угорщина)
- Хрест «За військові заслуги» (Австро-Угорщина) 3-го класу з військовою відзнакою і мечами
- Орден Залізної Корони 3-го класу з військовою відзнакою і мечами
- Срібна медаль за хоробрість (Австро-Угорщина) для офіцерів
- Орден Леопольда (Австрія), лицарський хрест з військовою відзнакою і мечами
- Залізний хрест 2-го і 1-го класу (Німецька імперія)
- Орден Заслуг (Угорщина), командорський хрест
- Хрест «За вислуг років» 2-го класу для офіцерів (30 років)
- Пам'ятна військова медаль (Угорщина) з мечами
- Військовий орден Марії Терезії, лицарський хрест (21 грудня 1929) — за заслуги у боях за Белград в 1914 році.
- Орден «За хоробрість» 3-го ступеня, 2-й клас (Третє Болгарське царство)
- Почесний хрест ветерана війни з мечами (Третій Рейх)